# Strah pred temo

## Strah pred temo pri odraslih
Strah je osnovno čustvo, ki je prisotno v vseh razvojnih  stopnjah. Strah, ki se razvije zelo zgodaj, lahko vpliva na posameznika tudi, ko se ta stara. Strah pred temo pri odraslih je lahko posledica strahu, ki ga niso prerasli kot otroci ali pa je posledica bolj realističnih skrbi, tj. da v temi postanejo žrtve. Da je strah lahko realističen sta dokazala znanstvenika Levos in Zacchilli.
 V raziskavi (povezava) sta avtorja odkrila, da je strah pred temo pri 8% študentov v Ameriki označen kot primaren strah in se je tako uvrstil med pet največjih strahov. S fotografiranjem študentov na enakih krajih v različnem času dneva ( podnevi in ponoči) sta dokazala, da tema močneje vpliva na njihovo nelagodno počutje in prestrašenost, kot pa značilnosti kraja samega. Strah v temi je posledica misli na nevarnosti, ki jim v temi pretijo. Kot pomembne dejavnike, ki vplivajo na strah, ki ga občutijo na nekem kraju v času noči pa so navedli še pomanjkanje virov svetlobe (če ni javne razsvetljave) in pa odsotnost ljudi, ki bi jim lahko priskočili na pomoč v primeru napada.  Strah pred možnostjo postati žrtev v temi, je bolj izražen pri ženskah, saj se počutijo šibkejše in bolj nemočne.
1. ↑  Levos, J., Zacchilli, T. L. (2015). Nyctophobia: From imagined to realistic fears of the dark. Psi Chi Journal of Psychological Research, 20(2), 102-110.